# Partid de guvernământ
Partidul de guvernământ, în sistemul parlamentar, este partidul sau coaliția majoritară din parlament. În sistemul parlamentar, majoritatea în adunarea legislativă deține și controlul asupra guvernului, nelăsând astfel nicio posibilitate partidelor concurente să ocupe vreo ramură a puterii, așa cum se întâmplă în SUA, unde, dat fiind sistemul prezidențial, partidul care l-a propulsat la putere pe președinte poate să nu dețină majoritatea parlamentară.
Partid de guvernământ este denumit și partidul care deține monopolul puterii în statele cu un sistem monopartit. Este cazul, de exemplu, a Partidului Comunist din Republica Populară Chineză.